# 長壽商會
是一部2015年上映的韓國愛情劇情片，由《生死谍变》《太極旗飄揚》的導演姜帝圭執導，朴根瀅、尹汝貞、趙震雄及韓志旼主演，2015年4月9日在韓國上映。该片亦是姜帝圭首次执导纯爱情题材的影片。

## 劇情介紹
影片以都更規劃社區裡的「長壽超市」為中心發展的故事，在超市工作脾氣暴躁的爺爺金星七（朴根瀅飾）住在一座即將進行都市更新的小鎮，每天除了忍受超市老闆長壽（趙震雄飾）不斷遊說他同意城鎮再造計劃外，過著除了工作外毫無變化的獨居生活。直到認識了與單親母親金敏靜（韓志旼飾）一同開設花店的奶奶任金妮（尹汝貞飾），與金妮一起，他有了許多意想不到的新奇體驗，但是隨著兩人感情的增溫，星七也漸漸發現他與金妮的相遇並不是偶然。

## 演員陣容
- 朴根瀅 飾演 金星七，长寿超市的长期职员，他早已忘记关怀和对人亲切，将勃然大怒当成兴趣。虽然总是对人冷待和刻薄，但因为隔壁家新搬来的花店老板金妮，星七开始变得不同，比如平生第一次对着镜子练习微笑、向长寿超市老板讨教约会的诀窍，生疏得像陷入初恋的少年一般。[7]
  - 高尹厚 飾演 中年星七
  - 丁海寅 飾演 少年星七
- 尹汝貞 飾演 任金妮，面对星七的勃然大怒总是露出亲切微笑的花店老板，金妮是一个和蔼的老太太，面对任何人都带着温暖的微笑。虽然平时是一个害羞的人，但在决定性的瞬间金妮率先选择接近星七。[8]
  - 李文貞 飾演 中年金妮
  - 尹邵熙 飾演 少女金妮（特別出演）
- 趙震雄 飾演 金長壽，长寿超市的社长，也是积极支持星七、金妮情侣的恋爱助威团团长。虽然他总是与挑剔的员工星七拌嘴吵架，但面对星七从天而降的爱情，长寿在星七身边给予物质和精神上的支持。[9]
  - 崔乘訓 飾演 童年長壽
- 韓志旼 飾演 金敏靜，任金妮的女兒，刻薄的星七和母亲恋爱让她感到别扭，在所有人都为星七、金妮的恋爱加油之中，她却表现得份外担心。敏静虽比任何人都希望母亲感到幸福，但面对母亲的恋情她却无法像别人一样感到高兴。[10]
- 金正泰 飾演 金治秀
- 黃雨瑟惠 飾演 朴銀純，因为直率和积极的性格，她毫不犹豫地向长寿表达自己的心意，也向星七传授自己独家的直球风格恋爱诀窍。[11]
- 李準赫 飾演 吳福尚
- 金才禾 飾演 王夫人
- 文佳煐 飾演 雅英，金長壽的女兒，比起考试成绩她更关心地球变暖的问题，虽然总是嘟嘟囔囔对父亲各种挑剔，但他也比任何都更担心和照顾父亲的健康。[12]
- 燦烈 飾演 珉盛，雅英的男朋友。
- 裴昊瑾 飾演 諸葛青秀，長壽超市的職員。
- 南明烈 飾演 老紳士，金星七的弟弟。
- 金夏宥 飾演 多英，金敏靜的女兒。
- 金智慶 飾演 JH公司職員
- 南文哲 飾演 醫生
- 林智賢 飾演 崔姑娘
- 崔圭桓 飾演 浩俊，敏靜的前夫。
- 廉惠蘭 飾演 購買牛奶的大嬸
- 尹敬浩 飾演 巡警1
- 羅勝豪 飾演 巡警2
- 朴真雅 飾演 恐嚇雅英的女學生
- 朴慶惠 飾演 恐嚇雅英的女學生
- 朱寶英 飾演 婚禮女子
- 李言貞 飾演 長壽的妻子
- 李礎熙 飾演 銀行職員（特別出演）
- 白一燮 飾演 巴士司機（特別出演）
- 林河龍 飾演 崔浩燮，金星七的鄰居。（特別出演）
- 金重熙（聲音出演）
- 全運鐘（聲音出演）

## 制作

### 发展
2014年6月前后，媒体报道朴根瀅、尹汝貞、韓志旼、趙震雄有望出演姜帝圭导演执导的新片《最后的初恋》（마지막 첫사랑），最初片名为《爱的问候》（사랑의 인사），该片讲述一对老年情侣的黄昏罗曼史，制作费用约为30亿韩元，CJ E&M参与投资发行，预计该年7-8月开机拍摄并计划于该年年底上映。在偶像男团EXO成员灿烈与金正泰的出演新闻中，片名变更为《长寿商会》（장수상회）。8月，发行商CJ娱乐正式宣布朴根滢、尹汝贞、韩志旼、赵震雄、黃雨瑟惠、文佳煐及灿烈参演，将于8月底开机，该片亦是朴根滢与尹汝贞在1971年电视剧《张禧嫔》之后时隔45年再次合作；李文貞亦于同日确认参演。此后，尹邵熙、丁海寅分别确认参演。

### 拍摄
该片于2014年8月25日举行告祀仪式，主体拍摄于8月末开始，同年11月23日在京畿道加平郡杀青。

### 损益平衡点
据媒体报道，该片损益平衡点约为180万观影人次。

## 发行
2015年2月25日发布首款预告片和首组剧照，宣布于4月在韩国上映。3月26日发布正式预告片，确定4月9日上映。同年5月27日起提供VOD服务。

### 票房
在韩国上映首日（4月9日）收获5万3363人次的票房成绩，不敌美国动作片《速度与激情7》，位列单日票房榜第2名；第二日以接近6万观影人次的票房被上映多日的《二十行不行》超越，单日票房榜跌至第3名。首个周末（4月10日至4月12日）获得票房28万6285人次，位列当周周末票房榜第3名。次周周末（4月17日至4月19日）斩获25万7千余人次的票房成绩，周末票房榜排名升至第2名，累计观影人次超过79万。上映第三周，面对映前预售率接近95%的美国电影《復仇者聯盟2：奧創紀元》，《长寿商会》在10月26日（上映第18日）累计观影人次突破了100万，并在当周周末（10月24日至10月26日）票房榜排名第3位。

## 音乐
| 曲序 | 曲目                   |                        | 作曲                                                     | 编曲                          | 演唱者 |
| ---- | ---------------------- | ---------------------- | -------------------------------------------------------- | ----------------------------- | ------ |
| 1.   | 像刚绽放的花朵一样（） | 姜帝圭、愣头青朴、申又 | 李东俊                                                   | 李东俊                        | 金必   |
| 2.   | 蝴蝶少女（）           | 徐知音                 | 申赫、DK、Jordan Kyle、John Major、Jeffrey Patrick Lewis | 申赫、Jordan Kyle、John Major | EXO    |

## 奖项荣誉
| 年份   | 颁奖礼                 | 奖项           | 入围者       | 结果 | 参考   |
| ------ | ---------------------- | -------------- | ------------ | ---- | ------ |
| 2015年 | 第35届黄金摄影奖颁奖礼 | 最佳女配角     | 韓志旼       | 獲獎 | [ 37 ] |
| 2015年 | 第18届上海国际电影节   | 金爵獎最佳影片 | 《长寿商会》 | 提名 | [ 38 ] |

## 外部連結
- 官方网站
- Daum上《長壽商會》的資料

- 韩国电影数据库（KMDb）上《長壽商會》的資料
- 互联网电影数据库（IMDb）上《長壽商會》的资料（英文）
- 豆瓣电影上《長壽商會》的資料 （简体中文）
- 《長壽商會》在HanCinema的页面（英文）
- Box Office Mojo上《長壽商會》的資料（英文）
- 開眼電影網上《長壽商會》的資料（繁體中文）